# Robertomyia lavignei
Robertomyia lavignei là một loài ruồi trong họ Asilidae. Robertomyia lavignei được Londt miêu tả năm 1990. Loài này phân bố ở vùng nhiệt đới châu Phi.